# 綠野仙蹤 (清朝小說)
《绿野仙踪》，清朝乾隆帝时期李百川的长篇小说。創作於清乾隆十八年（1753年）至乾隆二十七年（1762年），是清中葉一部優秀的長篇小說。陶家鶴在他為《綠野仙蹤》寫的〈序〉中將其與《水滸傳》、《金瓶梅》並舉，鄭振鐸也將《綠野仙蹤》與《紅樓夢》、《儒林外史》並列為清中葉三大小說。

## 内容
全书融合了神魔小说、世情小说、历史小说于一炉，体制不同，线索多端。讲述了明朝嘉靖帝时期落第士子冷于冰不肯攀附权贵严嵩，又亲眼目睹朝廷忠良被害、授业恩师病故，看破官场腐败、社会黑暗、醒悟人生短促，于是决心出家，遁入玄门。冷于冰在杭州遇上了化身叫花子的道士火龙真人，历经火龙真人的考验，他最终拜入火龙真人门下，学成呼风唤雨、召神遣将的本事，开始周游天下，扶危济困。冷于冰后来度脱灵猿人袁不邪、大盗连城璧、狐女锦屏和翠黛、农夫金不换、浪子温如玉等成仙，并协助忠良铲除奸相严嵩，后被皇帝敕封普惠真人，位列金仙。
全書以陕西总督之子温如玉倾家荡产一节最精彩，有学者认为温如玉部分事迹應是作者的亲身经历。温如玉的性格有很大的缺陷，例如他为厚葬母亲不惜花费巨資，但守丧期間就被苗秃蛊惑，去试马坡嫖宿金钟儿。當時金钟儿虚情假意，二人并没有一见钟情，倒是温如玉想替金钟儿贖身反被讥笑。金钟儿被薄情的何公子骗后又想起温如玉的好。後來温如玉与金钟儿盡释前嫌，金钟儿想托付终身，貼錢给温如玉，望他能考取功名。最終温如玉科举未中，苗秃向老鸨告密，金钟儿被逼自杀。因温如玉有仙骨，冷于冰度化他，情節又转入神魔小說。《绿野仙踪》的语言是以北方话为基础，方言俚语很多，表现了清代普通人的生活状态，是古代世情小说的经典章节。

## 思想
全书揭露了官场黑暗，描绘了社会世态，具有强烈的批判意识。作者寄希望于出现一个理想化的人物来拯救乾坤，重整纲常。

## 回目
六种抄本均有一百回，而五种刻本均为删改后的八十回。

## 风格
全书以清朝乾隆帝中期的社会状态刻画明朝严嵩时期的社会生活，描写世情时，刻画细致入微，再现了清朝中叶的现实生活。

## 禁毁
因书中内容有对性事的描写，同治七年（1868年）《绿野仙踪》被列为“淫书”，江苏巡抚丁日昌查毁。

## 外部連結
- 綠野仙蹤 （页面存档备份，存于）